# Softswitch
A softswitch-ek olyan intelligens eszközök, amelyek a jelenlegi telefonhálózati (PSTN) switcheket hivatottak kiváltani nagy kapacitásukkal és magas rendelkezésre állásukkal az NGN vagyis az új generációs hálózatoknál. Ezek az eszközök röviden szoftveres vezérlésű, programozható kapcsolóberendezések (központok). 

## Működése
A softswitch-eknél a kapcsolófeladatot maradéktalanul a szoftver hajtja végre, formailag a hardvert használva a fizikai kapcsolótáblákon. A softswitch tipikusan a kapcsolatok vezérlését látja el a csomópontoknál az áramkör- és csomagkapcsolt hálózatokon. Önálló eszközként magába foglalhatja a kapcsoló logikát és a kapcsoló szerkezetet is, azonban a modern technika két részre bontja ezt az eszközt: Call Agent-re (hívási ügynökre) és Media Gateway-re (média átjáróra).
A Call Agent feladatai közé tartozik a számlázás, a hívás irányítás, szignálás (jelzések), hívó szolgáltatások (call services), stb., és így a berendezés „agya”-ként is nevezhető. A Call Agent vezérelhet egyes Media Gateway-eket is földrajzilag elosztott területeken TCP/IP kapcsolaton keresztül.
A Media Gateway összekapcsol (összefűz) különböző digitális média típusokat (stream-eket), és a hívás során létrehozza a végpontok közötti (end-to-end) útvonalat. Lehetséges, hogy van olyan interfésze, amellyel a „hagyományos” PSTN (Public Switched Telephone Network) hálózatra csatlakozhat, mint a DS1 (Digital Signal 1) vagy a DS3 (Digital Signal 3), (E1 vagy STM1 nem amerikai hálózatoknál) vagy akár kapcsolódhat megfelelő interfész segítségével ATM és IP hálózatokra és újabban van olyan Ethernet interfész VoIP hívásokhoz. A Call Agent utasíthatja a Media Gateway-t, hogy ezen interfészek között teremtsem kapcsolatot a media stream-nek – mindezt transzparens módon a végfelhasználók számára.

## Elhelyezkedése
A softswitch általában a telefon társaságok központi irodájában helyezkedik el. A központi irodáknál vannak telefontrönkök, amik segítségével továbbítsák más irodáknak vagy más telefon társaságnak a hívásokat. Ezt más néven PSTN-nek (azaz Public Switched Telephone Network-nek) nevezzük.
A végfelhasználói oldalról nézve a Media Gateway kapcsolódhat néhány hozzáférési eszközhöz. Ilyen hozzáférési eszköz lehet például egy kis ATA (Analog Telephone Adaptors), amely akár csak egyetlen RJ11-es telefoncsatlakozóval rendelkezik, vagy akár IAD (Integrated Access Device) vagy PBX (Private Branch Exchange), amely már néhányszor száz telefonkapcsolatot is képes kezelni.
A nagyobb rendszereknél a nagy eszközöket a szolgáltatók megpróbálják a megrendelőhöz legközelebbi ponton kiépíteni, lehetőleg a megrendelő épületében. Minden felhasználó csatlakozhat az IAD-hez akár egyetlen réz érpárral is. A közepes méretű berendezéseket és a PBX-eket tipikusan bérelt helységekben az egyszerűbb, kis eszközöket pedig lakóépületekben.
Számos új esetben (IP Multimedia Subsystem vagy IMS), a Softswitch elemet a Media Gateway Controller elem fejezi ki és a „softswitch” kifejezés ritkán használatos.

## Jellegzetes kiszolgálók a softswitch részeként
A jellegzetes, kiegészítő kiszolgálókat gyakran építik a Call Agent/Softswitch-ekbe, amelyek elsősorban a híváskapcsolásban vagy híváskapcsolásnál nyújtanak szolgáltatásokat. Olyan képességek mint például a hívás továbbítás, hívás várakoztatás, utolsó hívott újratárcsázása, stb. Ezek a kiegészítő kiszolgálók szorosan együtt működnek a Call Agent-el és „felhívhatják” a Media Server-t lássák el ezeket a szolgáltatásokat.

## Külső hivatkozások
- Bartolits István: Új generációs hálózatok[halott link]